# Yusuf ibn Harun ar-Ramadi
Eūsuf ibn Hārūn ar-Ramādī noto come al-Ramadi (917 – 1012) è stato un poeta ispano-arabo, panegirista di Almanzor e uno dei primi autori di moaxajas, dopo Muqadam de Cabra e Ibn 'Abd Rabbih.

## Biografia
Visse durante il califfato di Alhaken II e nel 972, prima dei disordini causati dalla fitna o guerra civile, si era stabilito nella Marca Superiore di Saragozza governata da Yahya ibn Muhámmad ibn Háshim at-Tuyibi, della stirpe araba dei tugibidi, dove diffuse le mode liriche cordovane. Era conosciuto come panegirista di Almanzor e anche del suo rivale, il ciambellano (juğğāb) al-Muṣḥafī. Gli viene attribuita una vita bohémien, perché a imitazione di Abū Nuwās, si dilettava a visitare taverne e persino conventi.
Di umile famiglia, sebbene appartenesse alla tribù Kindah, dove fiorirono grandi poeti classici come Imrū-l-Qays o al-Mutanabbī, era molto famoso nell'al-Andalus del Califfato. Radicati nella tradizione della poesia araba orientale, i suoi elogi dedicati ai tugibidi di Saraqozza introdussero una struttura spaziale spagnola molto lontana dagli sterili deserti della poesia beduina. Fu il primo poeta, secondo, Ibn Bassām, ad adottare alcune novità nella poesia nei dialetti andalusi, come la rima interna nel "jarcha" delle sue moaxaja. Coltivò la poesia modernista nello stile di Abū Nuwās, in poesie che combinavano il genere erotico (ġazal), il floreale (waṣf) e il bacchico (jamriyyāt). Un esempio della sua sensibilità nella poesia descrittiva sono questi versi che descrivono un giardino:
(Eūsuf ibn Hārūn ar-Ramādī)